# Brought Home
Brought Home è un cortometraggio muto del 1915 diretto da Lawrence C. Windom.

## Produzione
Il film fu prodotto dalla Essanay Film Manufacturing Company.

## Distribuzione
Distribuito dalla General Film Company, il film - un cortometraggio in due bobine - uscì nelle sale cinematografiche USA il 28 dicembre 1915. Viene citato in Moving Picture World del 25 dicembre 1915.